# Grb Srednjoafričke Republike
Grb Srednjoafričke Republike sastoji se od štita, dvije zastave Srednjoafričke Republike sa strane, te suncem na vrhu. Štit je podijeljen na četiri djela. U sredini je karta Afrike sa zlatnom zvijezdom koja predstavlja položaj Srednjoafričke Republike. U gornjem redu su slon i baobab koji simboliziraju prirodu države. U donjem djelu su tri zvijezde i ruka koja je bila simbol vladajuće stranke 1963. Iznad i ispod štita su bijele trake. Na gornjoj je geslo Zo kwe zo (Čovjek je čovjek), a na donjoj Unite, Dignite, Travail (Jedinstvo, dostojanstvo, rad)